# Franziska Koch
Franziska Koch (Mettmann, 13 de julio de 2000) es una deportista alemana que compite en ciclismo en la modalidad de ruta.
Ganó dos medallas en el Campeonato Mundial de Ciclismo en Ruta, en los años 2023 y 2024, y tres medallas en el Campeonato Europeo de Ciclismo en Ruta entre los años 2020 y 2024.

## Medallero internacional
| Campeonato Mundial | Campeonato Mundial     | Campeonato Mundial | Campeonato Mundial              |
| Año                | Lugar                  | Medalla            | Competición                     |
| ------------------ | ---------------------- | ------------------ | ------------------------------- |
| 2023               | Glasgow (Reino Unido)  | Medalla de bronce  | Contrarreloj por relevos mixtos |
| 2024               | Zúrich (Suiza)         | Medalla de plata   | Contrarreloj por relevos mixtos |
| Campeonato Europeo |                        |                    |                                 |
| Año                | Lugar                  | Medalla            | Competición                     |
| 2020               | Plouay (Francia)       | Medalla de plata   | Contrarreloj sub-23             |
| 2023               | Drenthe (Países Bajos) | Medalla de bronce  | Contrarreloj por relevos mixtos |
| 2024               | Limburgo (Bélgica)     | Medalla de plata   | Contrarreloj por relevos mixtos |

## Palmarés
2019
- 1 etapa del Boels Ladies Tour

2020
- 2.ª en el Campeonato Europeo Contrarreloj sub-23

2024
- Campeonato de Alemania en Ruta

2025
- Campeonato de Alemania en Ruta